# 모아 모아
모아 모아는 삼립식품에서 생산된 주스이다.

## 맛
모아 모아는 다음과 같은 맛으로 판매된다.
- 살구 맛
- 사과 맛
- 파인애플 맛

## 같이 보기
- 주스